# Соньск (гмина)
Гмина Соньск (пол. Gmina Sońsk)  —  сельская гмина (волость) в Польше, входит как административная единица в Цеханувский повет,  Мазовецкое воеводство. Население — 8177 человек (на 2004 год).

## Демография
Данные по переписи 2004 года:
| Перепись                         | Всего   | Всего | Женщины | Женщины | Мужчины | Мужчины |
| -------------------------------- | ------- | ----- | ------- | ------- | ------- | ------- |
| Единицы                          | человек | %     | человек | %       | человек | %       |
| Население                        | 8177    | 100   | 4070    | 49,8    | 4107    | 50,2    |
| Плотность населения (чел./кв.км) | 52,8    | 52,8  | 26,3    | 26,3    | 26,5    | 26,5    |

## Сельские округа
1. Бондково
2. Беньки-Каркуты
3. Беньки-Сметанки
4. Буркаты
5. Хросцице
6. Цихавы
7. Цемневко
8. Цемнево
9. Даменты-Нарвоты
10. Дронжево
11. Гонсоцин
12. Голотчизна
13. Гуткув
14. Каленчин
15. Коморы-Блотне
16. Коморы-Домбровне
17. Космы-Прушки
18. Кознево-Лысаки
19. Кознево-Сьредне
20. Кознево-Вельке
21. Лопацин
22. Марусы
23. Менженино-Венгловице
24. Неслухы
25. Ольшевка
26. Осташево
27. Пенкавка
28. Сарнова-Гура
29. Скробоцин
30. Собокленщ
31. Соньск
32. Спондошин
33. Струсин
34. Струсинек
35. Швейки
36. Слюбово
37. Воля-Осташевска

## Поселения
1. Беньки-Скшекоты
2. Братне
3. Хросцице-Лычки
4. Дзярно
5. Янувек
6. Маряново
7. Погонсты

## Соседние гмины
1. Гмина Цеханув
2. Гмина Голымин-Осьродек
3. Гмина Гзы
4. Гмина Нове-Място
5. Гмина Ойжень
6. Гмина Сохоцин
7. Гмина Сверче